# Éguelshardt
Éguelshardt település Franciaországban, Moselle megyében. Lakosainak száma 443 fő (2022. január 1.). Éguelshardt Baerenthal, Bitche, Mouterhouse, Philippsbourg és Sturzelbronn községekkel határos.

## Népesség
A település népességének változása:
| Lakosok száma | 355  | 364  | 371  | 436  | 442  | 434  | 426  | 419  | 424  | 443  |
|               | 1968 | 1982 | 1990 | 2006 | 2013 | 2015 | 2017 | 2019 | 2020 | 2022 |